# Đulovac
Đulovac (do roku 1921 Đulaves, potom až do roku 1991 Miokovićevo) je vesnice a správní středisko stejnojmenné opčiny v Chorvatsku ve Bjelovarsko-bilogorské župě. Nachází se na rozhraní pohoří Bilogora a Papuk, asi 21 km severovýchodně od Daruvaru a asi 27 km jihozápadně od Slatiny. V roce 2011 žilo v Đulovaci 957 obyvatel, v celé opčině pak 3 245 obyvatel. Žije zde i 34 Čechů, tvořících 1,05 % obyvatelstva opčiny, ti se však vyskytují převážně ve vesnicích Maslenjača a Borova Kosa, v samotném Đulovaci jich žije pouze šest.
Součástí opčiny je celkem 26 trvale obydlených vesnic. Nacházejí se zde i zaniklé vesnice Bastajski Brđani, Stara Krivaja a Velika Klisa, které jsou stále oficiálně samostatnými sídly. Dříve byla součástí opčiny i vesnice Krivaja Naseobina, která se stala v roce 1991 součástí Đulovace.
- Batinjani – 247 obyvatel
- Batinjska Rijeka – 30 obyvatel
- Borova Kosa – 91 obyvatel
- Dobra Kuća – 15 obyvatel
- Donja Vrijeska – 76 obyvatel
- Donje Cjepidlake – 3 obyvatelé
- Đulovac – 957 obyvatel
- Gornja Vrijeska – 42 obyvatel
- Gornje Cjepidlake – 46 obyvatel
- Katinac – 115 obyvatel
- Koreničani – 246 obyvatel
- Kravljak – 22 obyvatel
- Mala Babina Gora – 32 obyvatel
- Mala Klisa – 2 obyvatelé
- Mali Bastaji – 112 obyvatel
- Mali Miletinac – 22 obyvatel
- Maslenjača – 174 obyvatel
- Nova Krivaja – 70 obyvatel
- Potočani – 70 obyvatel
- Puklica – 106 obyvatel
- Removac – 19 obyvatel
- Škodinovac – 35 obyvatel
- Velika Babina Gora – 55 obyvatel
- Veliki Bastaji – 502 obyvatel
- Veliki Miletinac – 59 obyvatel
- Vukovije – 97 obyvatel

Opčinou procházejí župní silnice Ž3094, Ž3301 a Ž4028. Severozápadně od Đulovace pramení řeka Ilova.